# Jean Renaudin
Pour les articles homonymes, voir Renaudin.
Jean Renaudin, né le 20 août 1903 au château de Belair (Charleville) et mort le 6 janvier 1955 à Neuilly-sur-Seine, est un chef d'entreprises et responsable syndical et associatif français.

## Biographie
Jean Renaudin est le fils de Maxime Renaudin, inspecteur des finances, président de la Compagnie de l'Est et vice-président du CIC, le petit-fils de Paul Leroy-Beaulieu, le neveu de Paul Renaudin et le frère de Philippe Renaudin.
Jeune, Jean Renaudin est parmi les premiers scouts de France. Il sort premier de École supérieure d'agriculture d'Angers, y présentant une thèse sur les allocations familiales dans le monde agricole en 1927.
De 1929 à 1936, il dirige l'usine "Barbier Dauphin" à Meyrargues, puis, de 1936 à 1940, il rejoint les "Grands Moulins de Paris" à Meaux. 
Durant la Seconde Guerre mondiale, de 1940 à 1944, il devient le directeur du service social de l'Union des industries métallurgiques et minières (UIMM). Il est alors à l'origine de la fondation de nombreux centres d'apprentissage pour des jeunes dans la région parisienne. 
Il s'occupe également d'aider des prêtres prisonniers de guerre, et, dans ce cadre, fait la connaissance de leur aumônier Mgr Jean Rodhain. 
En 1947, Mgr Rhodain lui demande de travailler à la fondation de l'Union nationale interfédérale des œuvres et organismes privés sanitaires et sociaux (UNIOPSS) et d'en prendre la direction général, qu'il assurera jusqu'à sa mort. Son épouse, Marie-Claire Cornu-Thénard, lui apporte son concours dans cette entreprise en mobilisant ses amies.
Profondément chrétien, Renaudin se montre "l'avocat officiel de la Charité ".
Il est le président de l'Association des travailleuses sociales (ATS) de 1952 à 1954.